# Hospital Dr. Horacio E. Oduber
El Horacio Oduber Hospital (HOH) es un hospital general de tamaño medio en Aruba.
El edificio hospitalario está situado al noroeste de la capital, Oranjestad, en los terrenos que antes ocupaba la Eagle Petroleum Company. Bautizado con el nombre del médico Horacio Oduber, el hospital de 270 camas se inauguró a finales de 1976. El 5 de marzo de 1977 tuvo lugar la inauguración oficial en presencia del ministro de Holanda, sr. De Gaay Fortman. En septiembre de 2014 comenzó el proyecto de ampliación y renovación del hospital, uno de los mayores proyectos de construcción de la historia de Aruba. Incluye una nueva edificio de camas, una sala de urgencias tres veces más grande, una nueva clínica para especialistas y la remodelación del edificio, lo que proporcionará más privacidad al paciente y un mejor servicio en un entorno moderno. La fase final de este proyecto se reanudará a finales de 2023, después de que una disputa entre las partes provocara la paralización de las obras en 2022.
El Horacio Oduber Hospital es parte de la Alianza de Hospitales del Caribe Holandés (DCHA) junto con otros hospitales en la parte del Caribe del Reino de los Países Bajos. Las alianzas y colaboraciones incluyen el laboratorio del país de Curaçao (ADC), streeklab Haarlem, el Centro Médico Universitario de Utrecht (UMCU), el Centro Médico Erasmus (EMC), la Universidad de Radboud, la universidad de Vrije Universiteit Amsterdam (VU), Maastricht university, Xavier University, Thomas Moore en Bélgica y hospitales asociados en Colombia.
Puede leer más sobre la HOH durante del año 2023 en el folleto de la 2ª edición llamado NOS SEMPER TEY (en Inglés).

## Visión, Valores y Principios
Desde 2023, la visión, valores y principios del Hospital Horacio Oduber han sido revisados y actualizados. Son en Inglés
MISSION:
To always create a result and feeling that exceeds our customer’s expectation. All of this provided by our passionate and respected team in an excellent clinic environment with the best treatment results.
VISION:
Improving the quality of Aruba’s healthcare for our people and for the region.
HOH Values- TRUSTED:
T = Always be a Team player
R = Always be Responsive and Respectful towards patients and colleagues
U = Always be Understanding
S = Always makes the other person feel Safe
T = You are Talented
E = You Execute
D = You are Dedicated
FOUNDATIONS:
Hospitality first: We are mindful of the personal needs of our patients and employees. 
Quality: We deliver high quality health care by following professional guidelines and continuously improving processes.
Financial Sustainability: We purposefully use resources and create opportunities to invest and grow.
Continuous Learning: We keep learning as an organization and encourage our employees to develop themselves both personally and professionally.

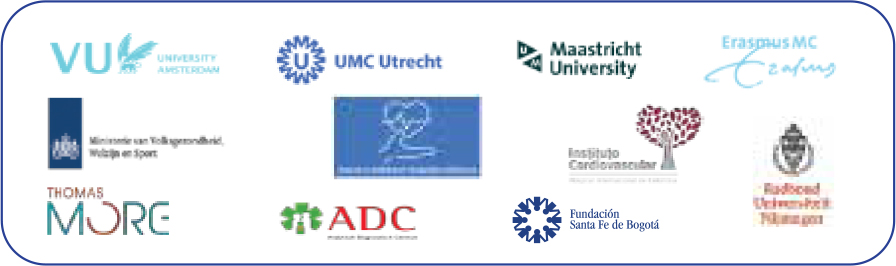
Socios actuales de HOH

## Historia
Horacio Eulogio Oduber (1862-1935) fue el primer médico de Aruba y tenía una consulta a domicilio en la calle Wilhelminastraat, A menudo, al médico sólo se le pagaba en especie o se le daba forraje para su caballo. Muchas personas murieron de infecciones, virus o enfermedades desconocidas en aquella época. Según las estimaciones, en 1910 vivían en la isla unas 8.000 personas. En su mayoría eran trabajadores agrícolas con pocos recursos económicos. Como entonces no había hospital, los médicos llevaban a los pacientes a sus casas y las operaciones necesarias, incluidas las amputaciones, se realizaban únicamente administrando mucho ron debido a la falta de anestésicos. 
Con el cambio de siglo, la población aumentó rápidamente y la enfermería de Horacio Oduber también se quedó pequeña. Para paliar la necesidad, surgieron hospicios, entre ellos en Madiki y en la calle Oude Schoolstraat, y se estableció un pequeño hospital militar en Fort Zoutman.
En 1904, un comité comenzó a recaudar fondos para el establecimiento de un hospital en Aruba. Con la ayuda de acciones regionales y locales, la diócesis de Willemstad reunió el capital necesario. Por iniciativa del obispo Vuylsteke, se adquirió la casa de campo de la plantación Sividivi, cerca de Oranjestad, y, tras su uso temporal como convento, se convirtió en hospital. El que realmente fue el primer hospital de Aruba, San Pedro de Verona, fue inaugurado en 1920 por las Hermanas Dominicas. Se ampliaron las instalaciones a 200 camas y se renovaron en 1927, 1936 y 1953, pero siempre resultaron insuficientes para la creciente población. En 1971, gracias a la financiación de los Países Bajos, se inició la construcción de un nuevo hospital. Desde 1977, el antiguo complejo hospitalario se utiliza como residencia de ancianos.
Después de que dos refinerías de petróleo se establecieran en Aruba en la década de 1920, procedieron a crear su propia asistencia sanitaria. El médico de la compañía Arend Petroleum Company, Adriaan Dussenbroek (1893-1965), tenía una pequeña consulta en Quinta del Carmen, su residencia privada en Bubali. En 1929, se instaló un pequeño hospital para el personal de la empresa detrás de su casa, que estuvo en uso hasta 1943. Entre 1929 y 1972, la refinería de petróleo Lago, en Seroe Colorado, gestionó un segundo hospital general de 120 camas, que atendía a sus propios empleados y a sus familiares, a los marineros de los petroleros y a ciudadanos con seguro privado. Cuando cerraron las refinerías de petróleo, los complejos hospitalarios fueron completamente demolidos; el de Eagle en 1953 y el de Lago en 1985.

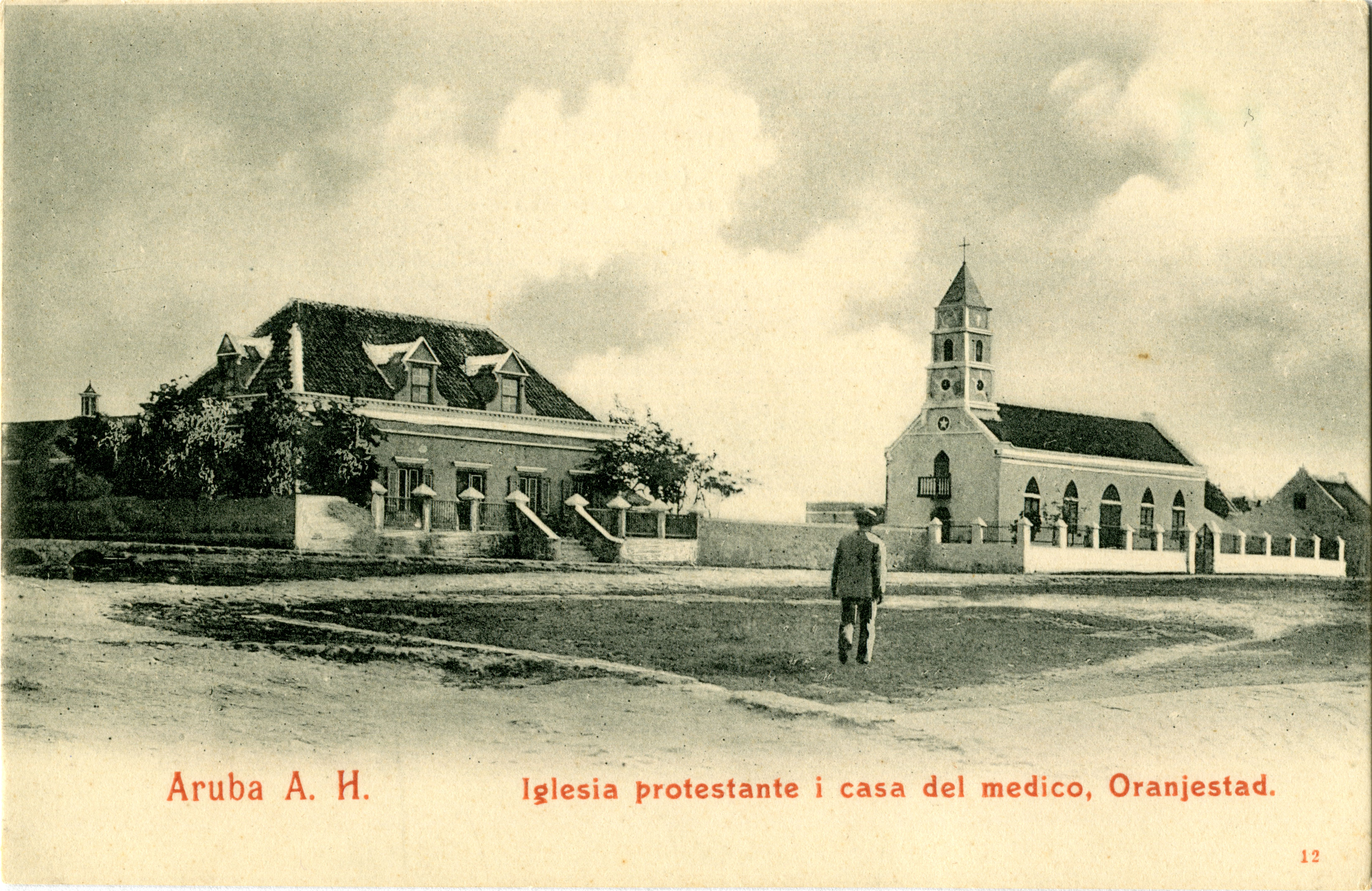
Casa del médico de Horacio Oduber en Wilhelminastraat frente a la iglesia protestante (1907)

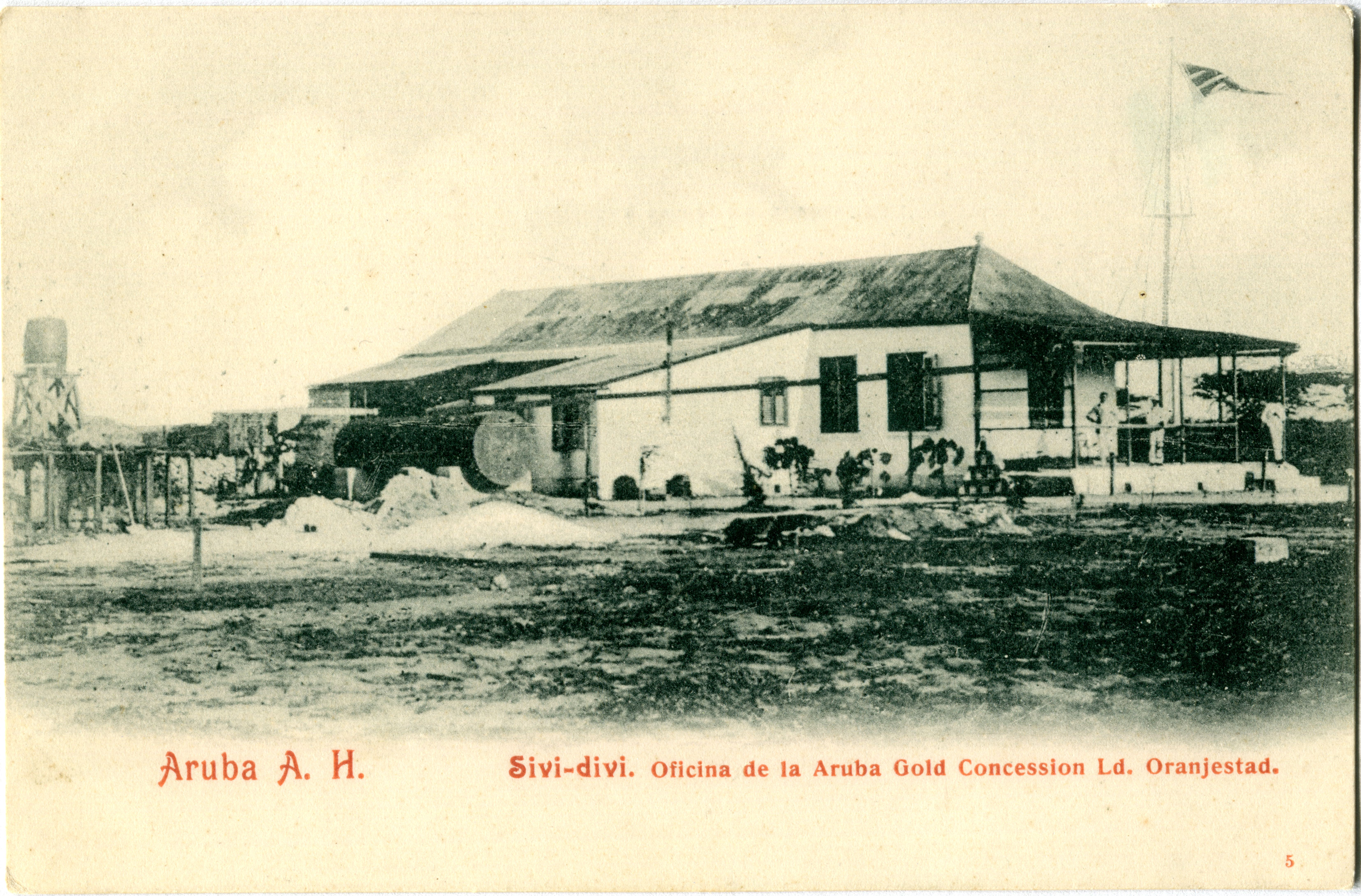
La casa de campo Sividivi, equipada con una gran cisterna con bomba de presión y su propia tubería de agua, fue reconvertida en hospital

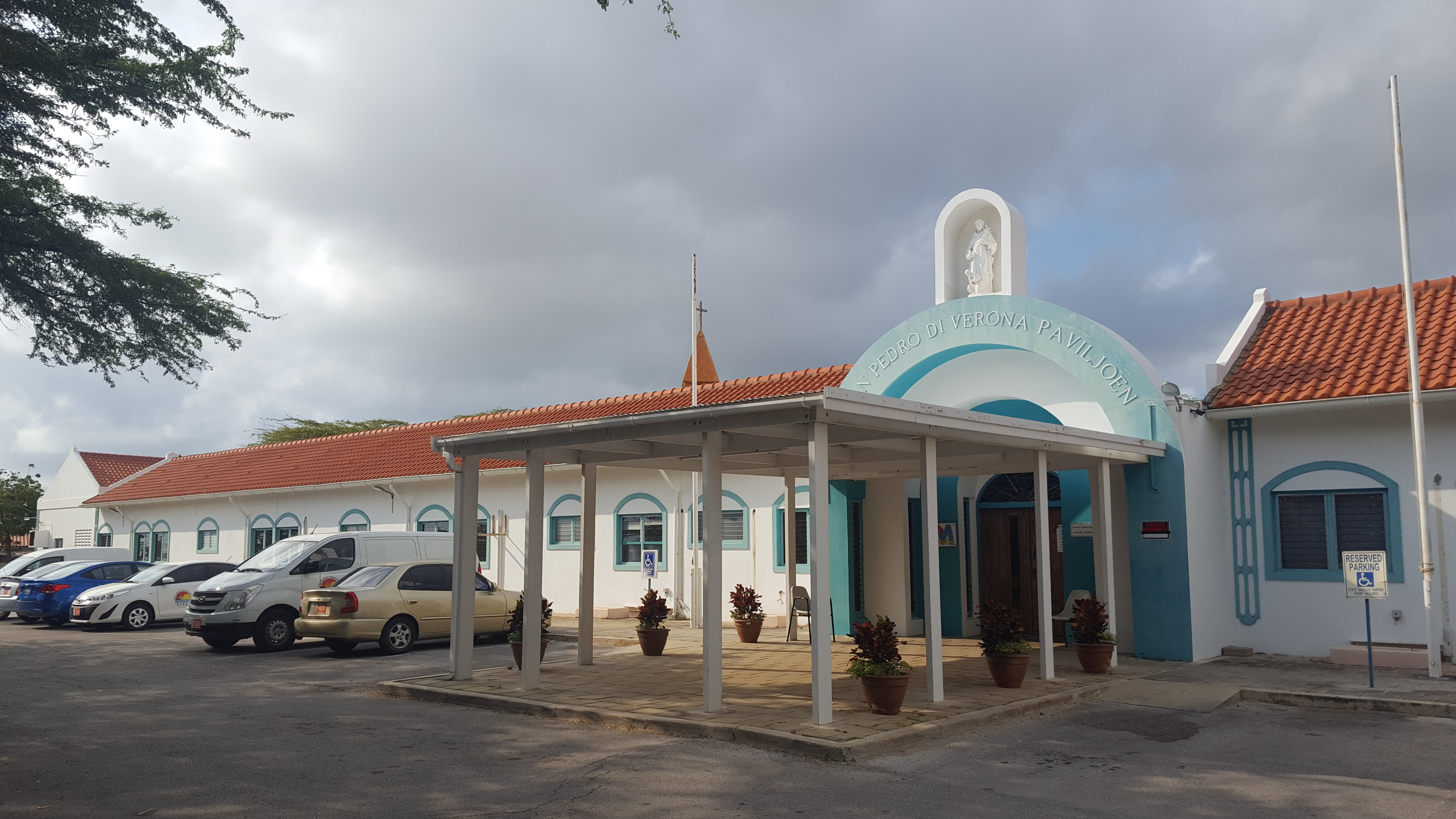
Entrada a San Pedro de Verona
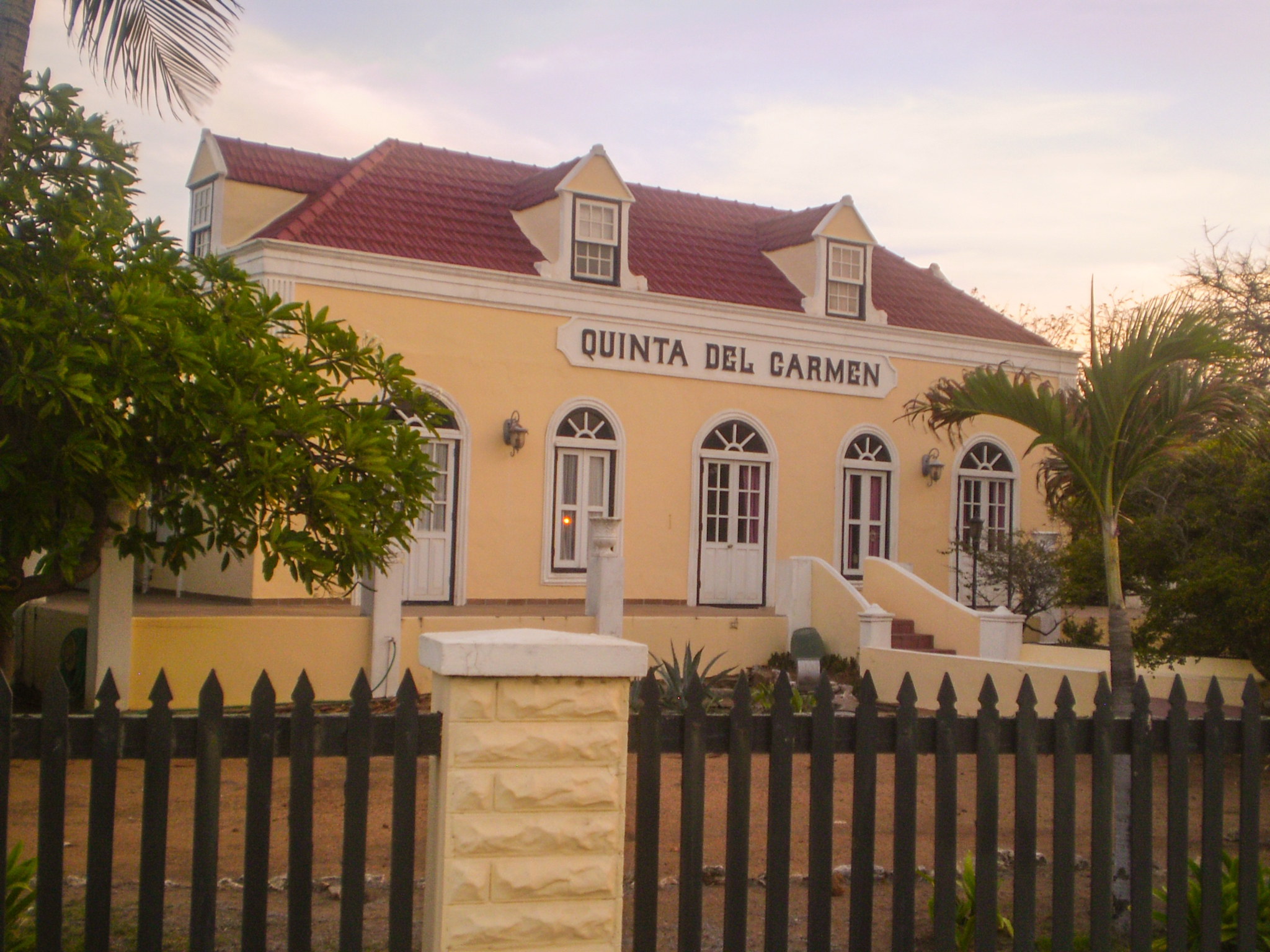
Antigua residencia médica Quinta del Carmen
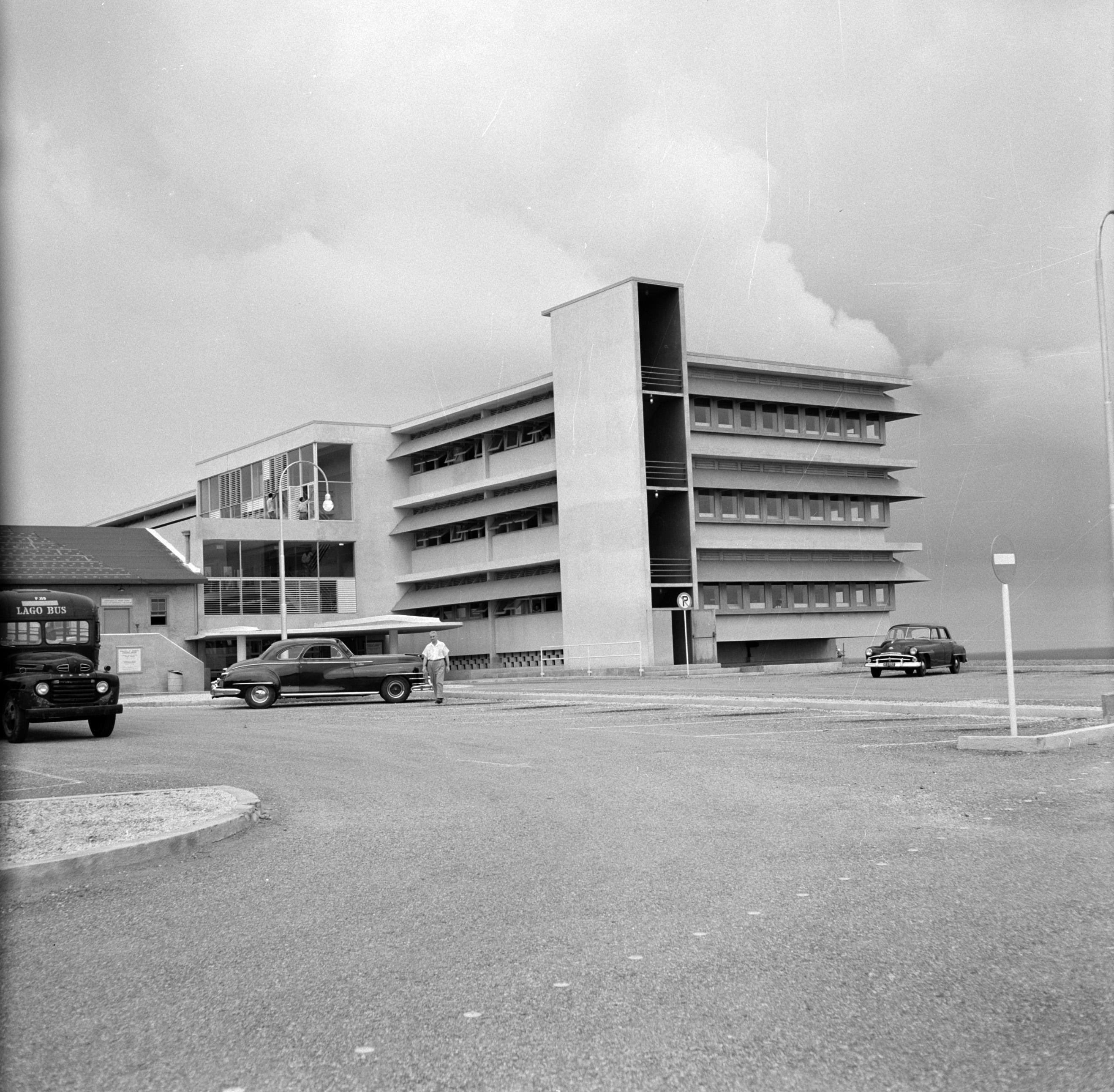
Entrada al hospital de Lago

## Healthcare and departments
El Hospital Horacio Oduber tiene actualmente (2023) una capacidad de 187 camas. En 2020, durante la crisis de la corona, se amplió el número de camas de la unidad de cuidados intensivos de 6 a 33. De ellas, 12 camas fueron donadas por los Países Bajos. Dependen de la atención hospitalaria los aproximadamente 120.000 residentes de Aruba, los pacientes enviados desde las islas vecinas y averahe los 15.000 turistas que permanecen en la isla diariamente. En 2017 ingresaron más de 10.000 pacientes y el servicio de urgencias atiende entre 35.000 y 40.000 pacientes al año. Cada año se produce una media de 900 derivaciones para atención especializada desde los Países Bajos caribeños. La gestión del hospital está en manos de la Stichting Ziekenverpleging Aruba (SZA), que arrienda el complejo a la Stichting Onroerend Goed Aruba (SOGA).
En 2014 se puso en marcha un importante proyecto de ampliación y renovación, consistente en ampliar el hospital con dos nuevas torres y renovar y modernizar los edificios existentes. El nuevo centro médico-administrativo de 3 plantas se terminó en 2016, y en 2017 se completó la nueva torre de camas de 6 plantas con una sala de pediatría, una sala de urgencias y un departamento de maternidad y obstetricia.
El hospital cuenta con más de 20 especialidades diferentes y unos 1.300 empleados. Los médicos especialistas están contratados por el HOH o trabajan de forma independiente (privada y autónoma). El personal es muy diverso, formado por personas de Aruba y de la región del Caribe, así como de países europeos y sudamericanos. Se trabaja en un entorno multilingüe, en el lenguaje Papiamento y también el Español y el Inglés, además de la lengua de trabajo, el Neerlandés. El entorno multilingüe es útil para el turismo, un pilar económico del isla.
Departamentos
Las disciplinas médicas que se ofrecen en el HOH son: medicina general, cirugía, medicina interna, neurología, neurocirugía, ortopedia, pediatría, ginecología, cardiología, nefrología, gastroenterología, anestesia, oftalmología, otorrinolaringología, oncología, patología, cuidados intensivos (IZ), cirugía plástica, dermatología, obstetricia, neumología, radiología, rehabilitación, reumatología, medicina de urgencias y urología.
Departamentos de diagnóstico
Electrofisiología, ecografía, rayos X, mamografía, tomografía computarizada y resonancia magnética, pruebas de rendimiento, laparoscopia, endoscopia, broncoscopia, angiografía coronaria, patología, serología, química clínica, microbiología, entre otros. El Landslaboratorium Aruba solía realizar diagnósticos como agencia gubernamental, tras lo cual se convirtió en su propia fundación, llamada Fundación Servicio Laboratorio Médico Aruba (FSLMA), más conocida como LABHOH. Esta fundación fue supervisada por la misma junta directiva del Hospital Horacio Oduber. Desde abril de 2023, una fusión legal ha tenido lugar y esta fundación se disolvió y los departamentos de microbiología, patología, química clínica y hematología y pre-análisis caen directamente bajo el Hospital Horacio Oduber como departamentos.
Instituciones médicas
Unidad pediátrico, centro de fisioterapia y rehabilitación, departamento de obstetricia, servicio de urgencias, ambulancia, centro de atención de heridas, centro de diabetes, clínica del dolor, departamento de oncología diaria, complejo de quirófanos de 6 quirófanos y banco de sangre.

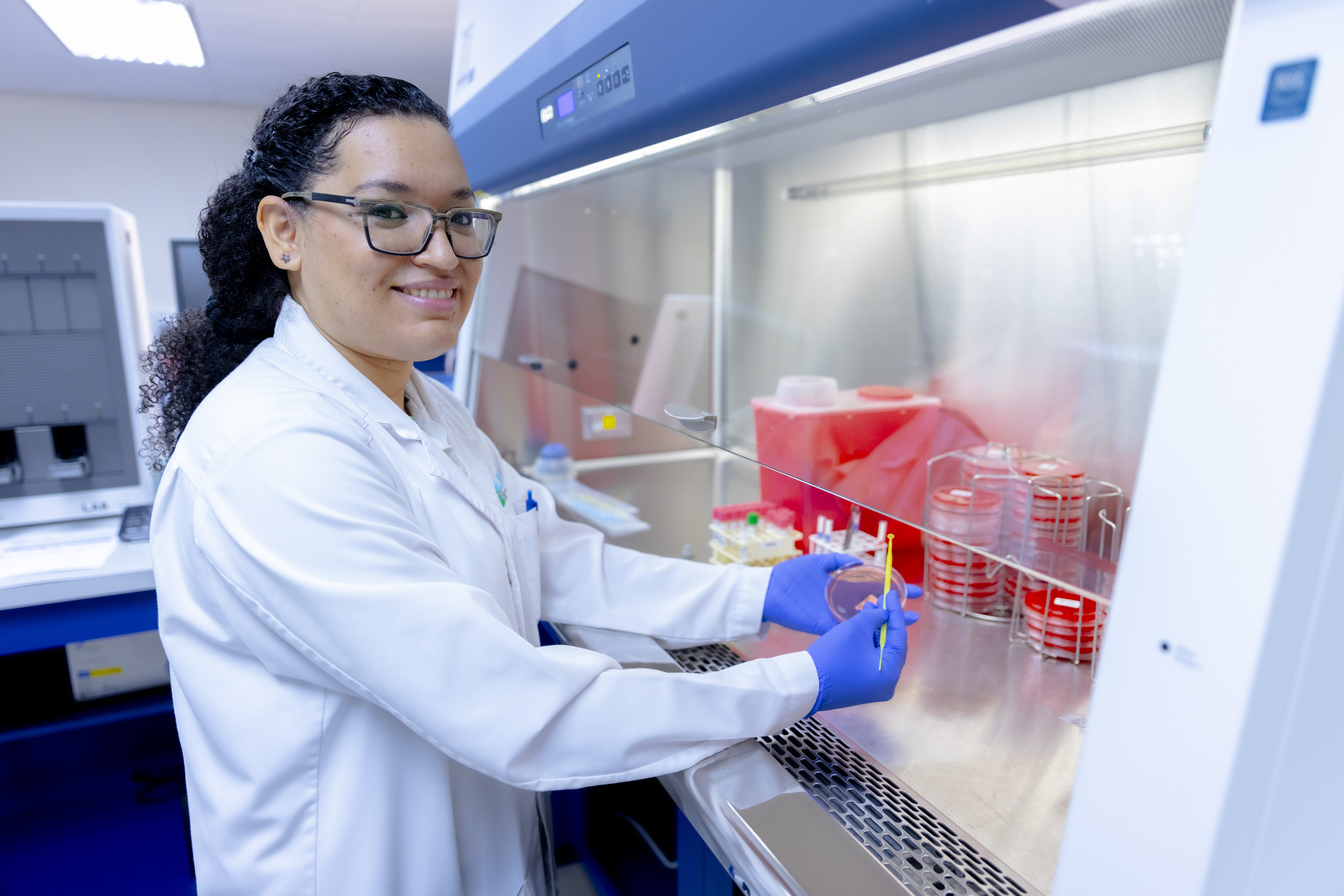
Microbiología HOH
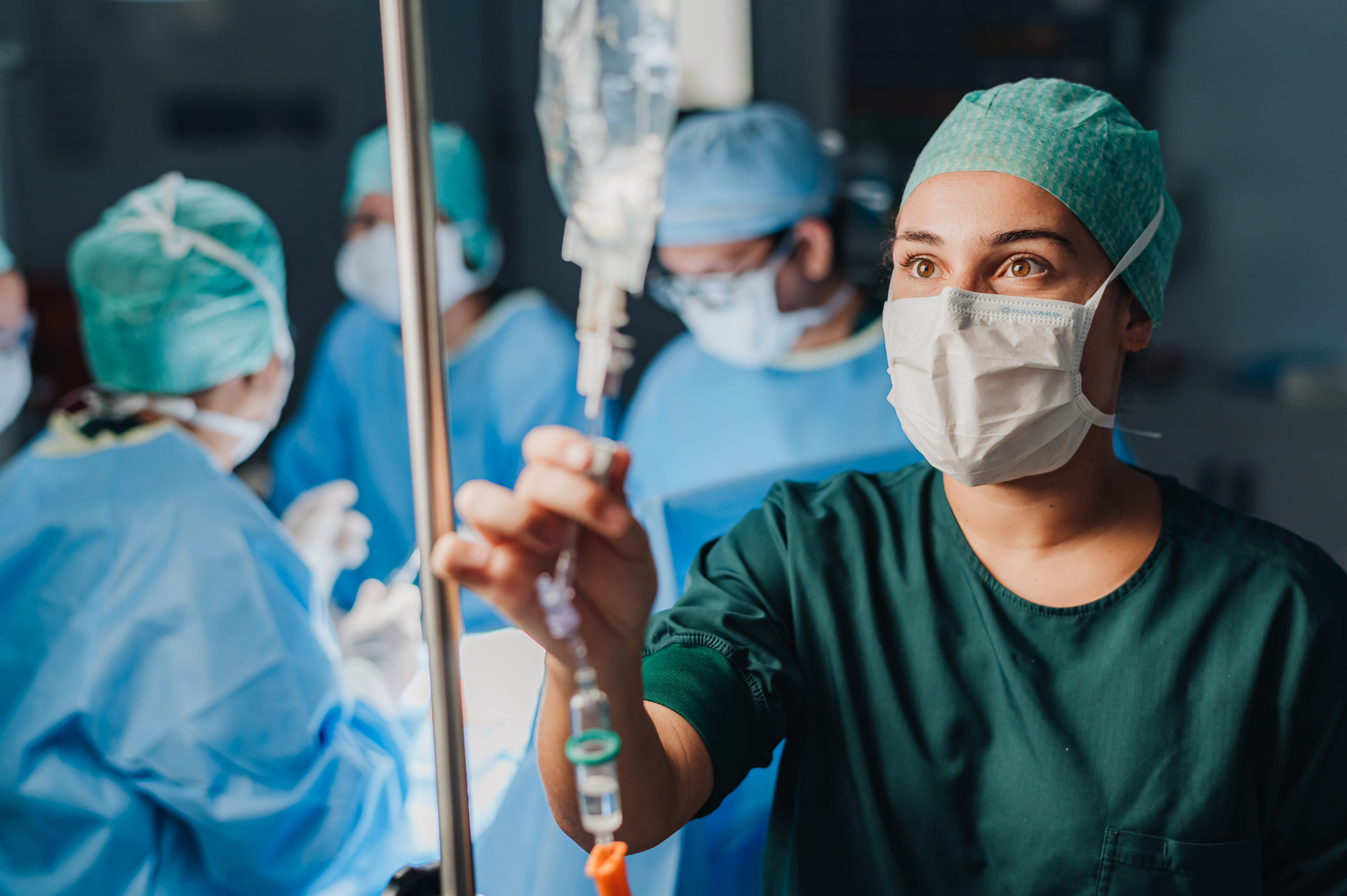
Anestesia en el HOH
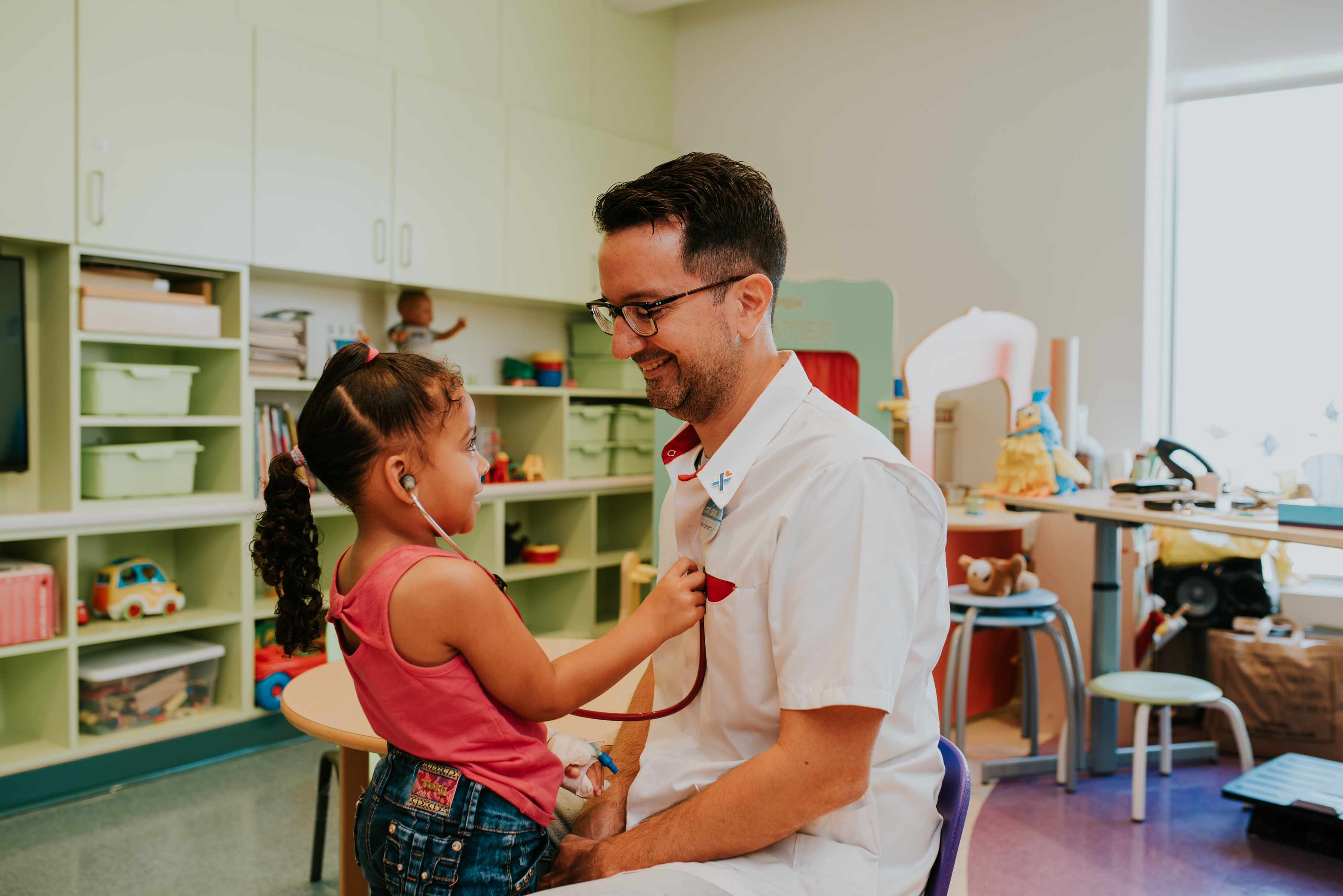
Departamento de niños en el HOH
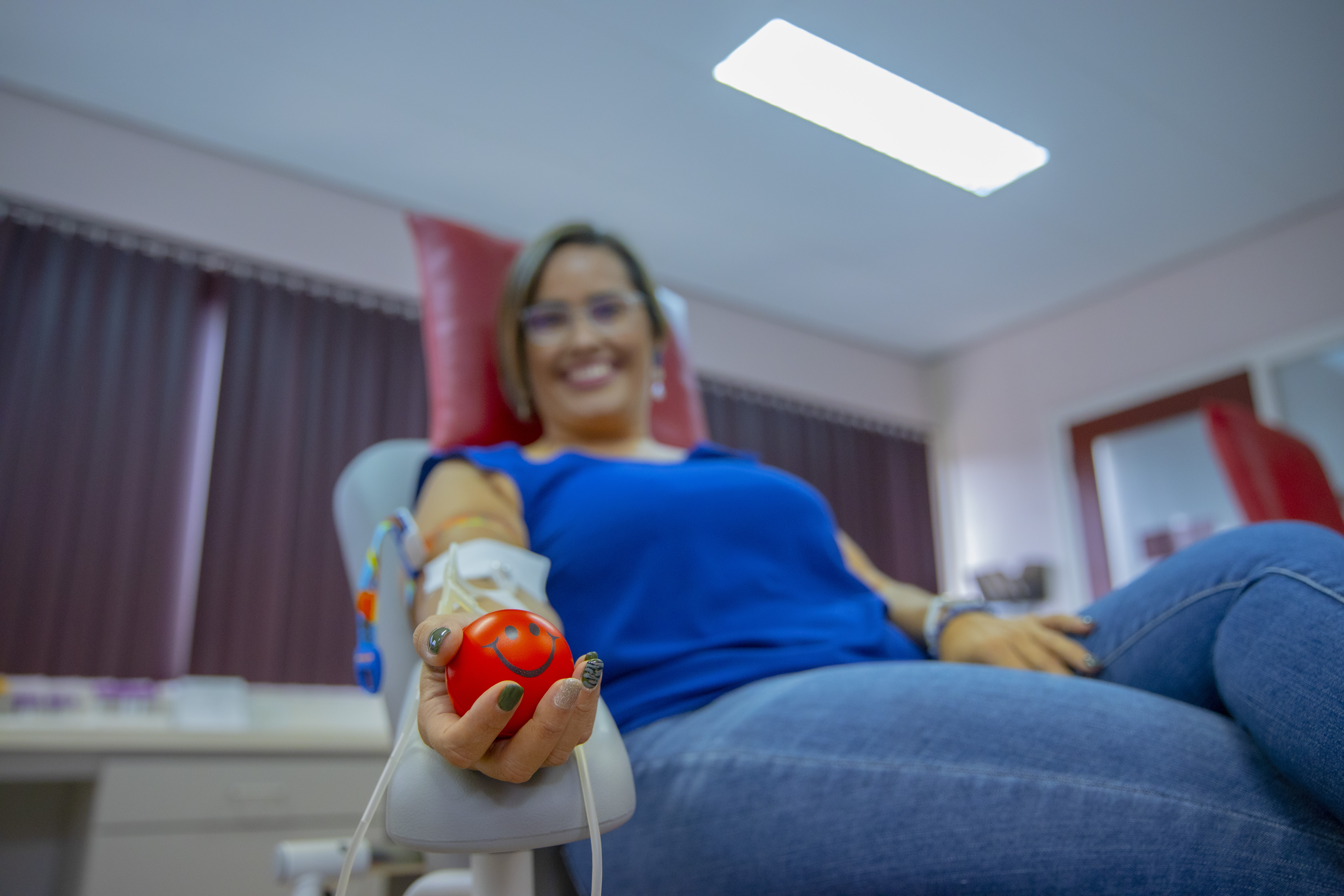
Donante de sangre en el Banco de Sangre HOH

## Ubicación y accesibilidad
El HOH está situado a 2 km al noroeste de Oranjestad y cerca de Eagle Beach, frente a la zona de hoteles de baja altura y a 5 km de los hoteles de gran altura de Palm Beach. 
Se puede acceder al hospital a través de las principales autopistas, como la Avenida Nelson Oduber (antigua Sasakiweg), el bulevar Watty Vos y la circunvalación Kibaima-Tanki-Flip, que conectan las principales zonas urbanas de Aruba. Las zonas urbanas más alejadas están a 20 minutos de la HOH en ambulancia, mientras que la distancia a la mayoría de las zonas rurales puede ser de hasta 45 minutos.

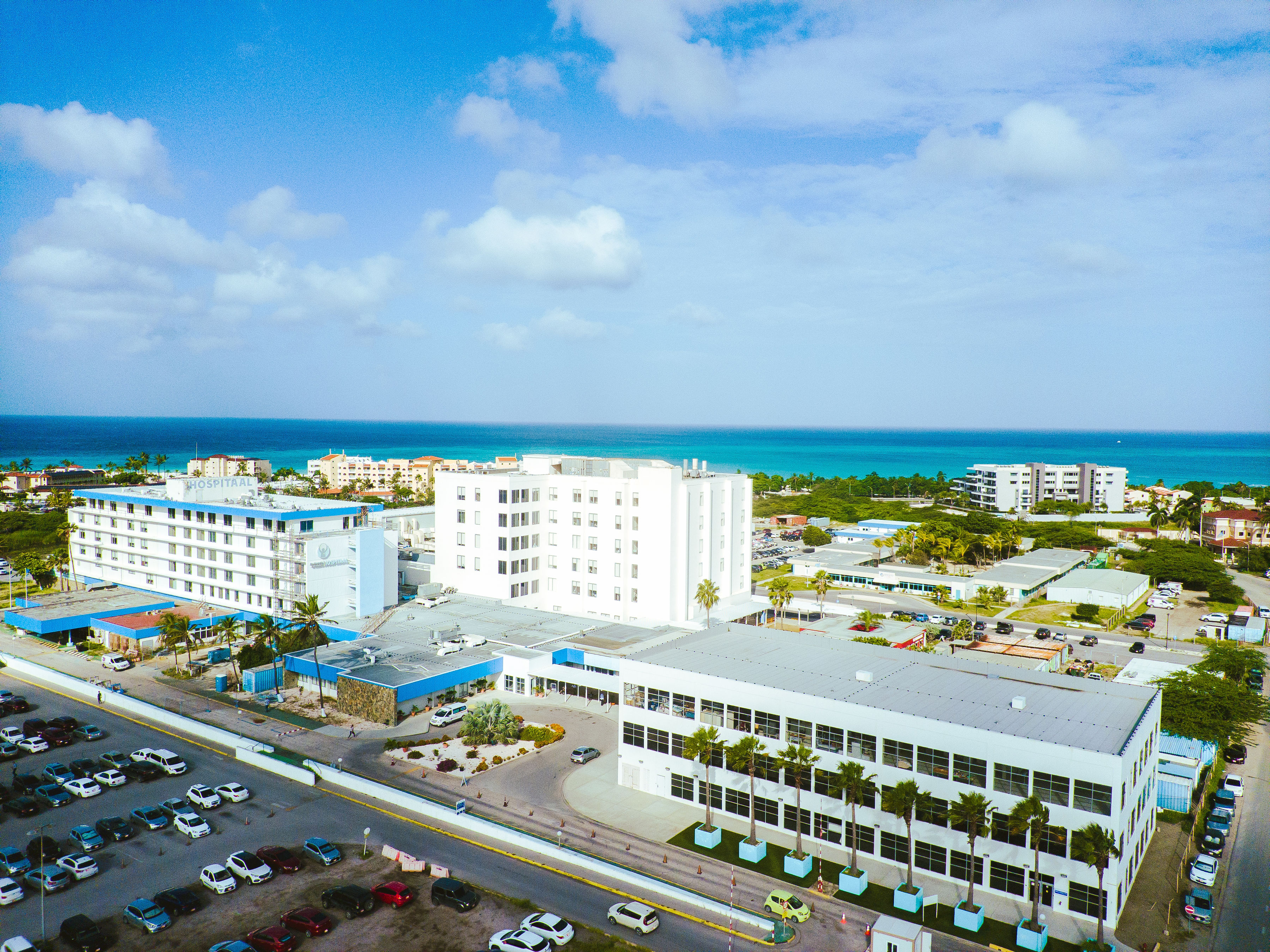
Horacio Oduber Hospital Aruba